# University of California Men’s Octet

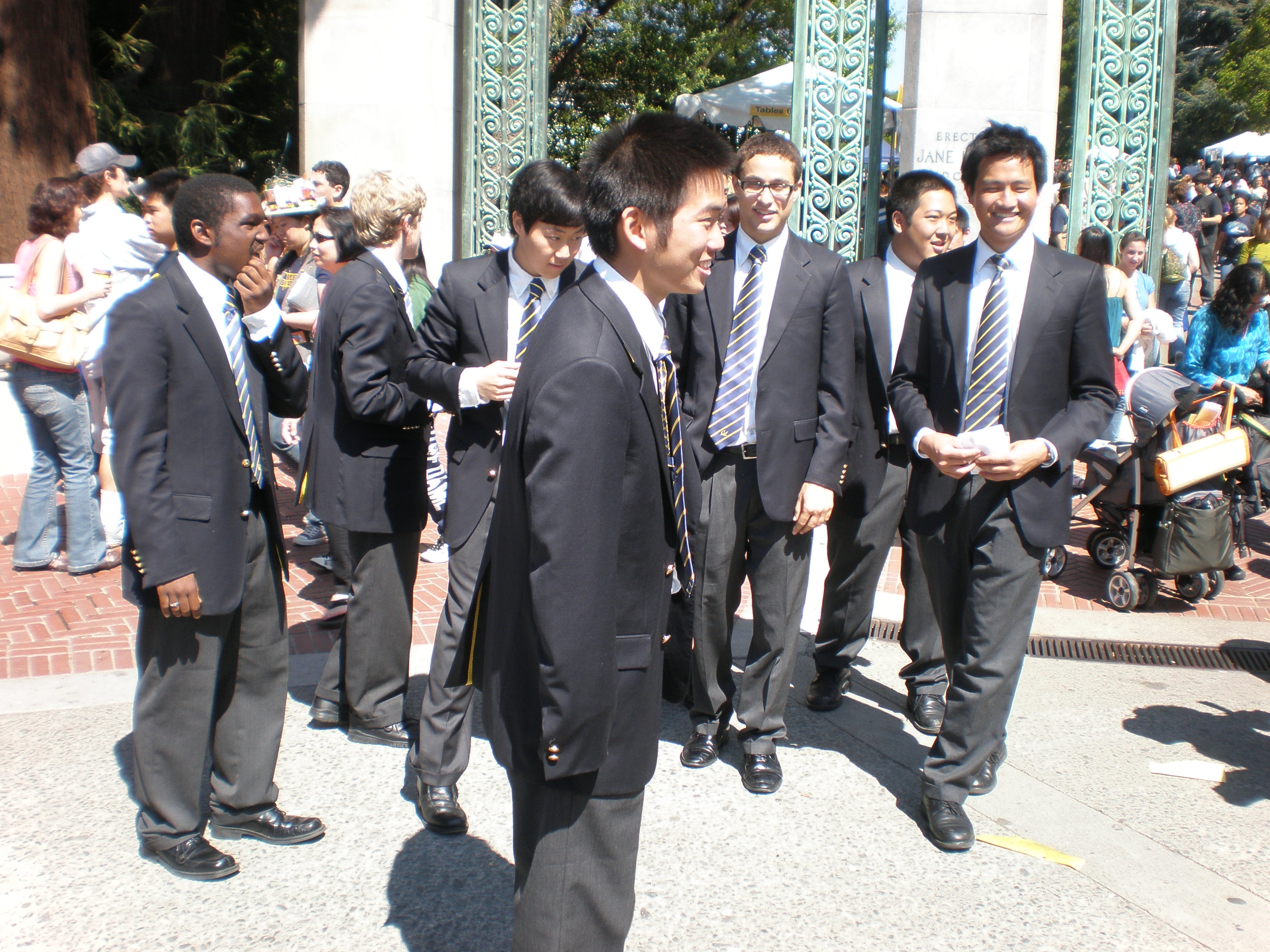
Die Gruppe nach einem Auftritt (Sather Gate, während des Cal Day 2009)

Das UC Men’s Octet, auch Cal Men’s Octet oder UC Berkeley Men’s Octet, ist eine achtköpfige A-cappella-Gruppe der University of California, Berkeley.
Die 1948 gegründete Gruppe verfügt über ein breites Repertoire vieler Musikrichtungen, einschließlich  Barbershop, Doo-Wop, Pop und Alternative und Berkeley-Kampf-Songs. Das Oktett hat über ein Dutzend Alben aufgenommen und ist mehrfacher Titelträger des „International Championship of Collegiate A Cappella“ (ICCA) und gewann den Wettbewerb im Jahr 1998 als auch im Jahr 2000.
Während das Oktett regelmäßig in der San Francisco Bay Area sowohl für Absolventen als auch für die Öffentlichkeit spielt, hat sich die Gruppe auch  auf Tourneen in der ganzen Welt, darunter China, Australien, Europa und vielen Orten der USA begeben. Ebenso tritt die Gruppe jeden Mittwoch während des akademischen Jahres um ein Uhr in der Berkeley’s „Sproul Plaza“ auf.
Die Gruppe veranstaltet eine Reihe von jährlichen Konzerten. Im Herbst gibt es die „West Coast A Cappella Showcase“, in denen mehrere Gruppen aus dem ganzen Land zu Auftritten in Berkeley eingeladen werden. Gast-Gruppen in diesen Konzerten waren ehemalige Gewinner des ICCA wie die Brigham Young University’s Noteworthy und „Vocal Point“ sowie Gruppen aus Stanford, UCLA, USC, Mt. San Antonio College, und der University of Oregon.

## YouTube
Das Oktett hat durch Videobeiträge ihrer verschiedenen Performances auf der Bühne im Laufe der Jahre eine breitere  Popularität gewonnen. Die populärste Besetzung des Oktetts war wohl im Zeitraum von 2002 bis 2003, mit beliebten Stücken wie „Bohemian Rhapsody“, „Not Pretty Enough“, „Stayin’ Alive“, „Big Butts“, „Shout“, „Blackbird“, und dem „Nirvana Medley“. „Bohemian Rhapsody“ wurde auf YouTube bisher schon über 2.000.000 mal angesehen. Das 2004–2005-Oktett mit dem „Lion King Medley“ und das 2008–2009-Oktett mit „Men in Tights“ sind ebenso Fan-Favoriten. Die Gruppenmitglieder machen alle musikalischen Arrangements selbst, und obwohl es viele Anfragen für die Arrangements gab, vor allem für „Bohemian Rhapsody“, hat die Gruppe ihre Arrangements nicht an die Öffentlichkeit herausgegeben aus Respekt vor dem Arrangeur und der Gruppe als Ganzes.

## Das Oktett in den Medien
Im Laufe der Jahre hat sich das Männeroktett in mehreren California Bay Area Publikationen wie The Daily Review, den San Jose Mercury News,  und der Contra Costa Times.
Die Gruppe hatte mehrere Auftritte in anderen Medien, von jährlichen Auftritten beim Radiosender KFOG (San Francisco/San Jose) bis hin zu den WCAU News in Philadelphia, wurde das Männeroktett landesweit gehört.
Das Oktett hat eine Ankündigung des öffentlichen Gesundheitsdienstes mit dem California Department of Health Services mit dem Titel „Wash Your Hands“ als einen Teil der Kampagne „Immunization Branch’s“ gegen die Grippe aufgenommen und einen Radio-Werbespot für Coor-Bier eingespielt, um „The Pigskin Can“ zu fördern.

## Octet Alben
Das UC Men’s Octet hat über ein Dutzend Alben aufgenommen.
High Octane (2009)
- Loves Me Like a Rock
- Don’t Stop Believin’
- Collide
- Silent Night
- I’ll Be
- Runaround Sue
- Hail To California
- Mr. Grinch
- Lion King Medley
- Is She Really Going Out With Him
- Always Something There To Remind Me
- Fight For California
- I Just Wanna Make Love To You
- Walkin’ My Baby Baby Back Home
- Put Your Head On My Shoulder
- Just My Imagination
- Papa Was A Rolling Stone/Who Is He
- The Scientist
- I’m Too Sexy
- My Girl

Octopella (2003)
- Til There Was You
- Beauty’s Only Skin Deep
- Blackbird
- The Lumberjack Song
- Not Pretty Enough
- Come Go With Me
- Let’s Stay Together
- Liar Medley
- Share Your Love With Me
- With or Without You
- Perfidia
- Fight for California
- McDonald’s Girl
- Baby Got Back
- Uptown Girl
- Please
- That Don’t Impress Me Much
- Beyond the Sea
- Baby One More Time
- Because
- Them There Eyes
- I’ve Got Rhythm …
- Nirvana Medley (hidden track)

Gold (2000)
- Eights Company
- Teenager in Love
- Little Red Riding Hood
- Hair
- She’s Got a Way
- Silhouettes
- Monday Monday (Don’t Walk Away Renee)
- Pink Elephants on Parade
- Who Put the Bomp?
- Drift Away
- Sandy
- The Muppet Show
- Runaround Sue
- Maneater
- Vogue
- The Promise (Just a Little Respect)
- Dreams to Remember
- Stanfurd Jonah

Eight Misbehavin’
- I Get Around
- When I’m Sixty-Four
- Ain’t Misbehavin’
- Cover Girl
- Misbehavin’
- Johnny B. Goode
- ’Til There Was You
- Blue Moon
- Help Me Rhonda
- Princess Papuli
- Misbehavin’ Again
- Formal Rush Dropout
- Perhaps Perhaps Perhaps
- Brandy
- All Hail Blue And Gold

Octogen
- Long Train Running
- Lessons In Love
- Heal The Pain
- Under The Bridge
- Glowworm
- Tragedy
- Hurt So Bad
- Copacabana
- Reach Out (I’ll Be There)
- Cherish
- No Excuses
- Soma
- Fading Fast
- The Auctioneer
- Little Red Riding Hood
- King Of The Road
- Rhythm Of The Night
- Bye Bye Blues
- What’s Your Name

We Eight Too Much
- Hodja
- Goody Two-Shoes
- Drift Away
- Elderly Woman Behind the Counter
- Monday Monday (Don’t Walk Away Renee)
- Pretty Little Angel Eyes
- Under the Boardwalk
- Twenty-Six Miles
- Blue Moon
- At the Hop
- Fame
- Faith
- Danny Boy
- Please, Please Me
- Barbara Ann
- Put Your Head on My Shoulder
- Next Door to an Angel
- Runaround Sue
- Jingle Bells
- The First Noel
- Jean
- Lonesome Road

All Sing Blue And Gold
- Big C
- Toast to California
- Sons of California
- Stanfurd Jonah
- The Cal Drinking Song
- Cal Victory Song
- Fight ’Em
- Hail to California
- California, We’re for You
- Fight for California
- Oompa Loompa
- Cal Alumni Hymn
- The Golden Bear
- Stanfurd’s Christmas
- Raise your Glass
- Palms of Victory
- Color Blue
- All Hail Blue and Gold

Eight Is Enough
- Loves Me Like A Rock
- Istanbul
- There Must Be An Angel
- Moondance
- Rock Around The Clock
- Warm
- Mr. Grinch
- Please
- Shama Lama Ding Dong
- Flash Gordon
- Late In The Evening
- Oompa Loompa
- My Kind Of Woman
- Sandy
- Torna A Surriento
- Rainfall
- Bohemian Rhapsody
- Trilogy Of Cal Songs
- All Hail Blue And Gold
- Stanford Jonah
- Hail To California

Takin’ The Joke Too Far
- Shama Lama Ding Dong
- Teenager In Love
- Istanbul
- King Of The Road
- Princess Papuli
- Johnny B. Goode
- The Things We Do For Love
- Silhouettes
- Blue Velvet
- Come And Go With Me
- Tired Of Your Sexy Ways
- Venus
- You Are My Destiny
- What’s Your Name
- Workin’ At The Car Wash Blues
- Sh-Boom
- Brandy
- Formal Rush Dropout
- My Kind Of Woman
- Blue Moon
- Oldies But Goodies
- Sea Of Love
- Let’s Hear It For The Octet!
- Gloria
- At The Hop
- Toast To California
- Cara Mia

Better Eight Than Never
- King Of The Road
- Cara Mia
- Rock Around The Clock
- Under The Boardwalk
- Monday, Monday – Don’t Walk Away Renee
- Brandy
- Formal Rush Dropout
- Next Door To An Angel
- Little Red Riding Hood
- Bye Bye Blues
- Put Your Head On My Shoulder
- Glowworm
- Roller Derby Queen
- Star Spangled Banner
- The Play
- Big C
- Hail To California

Around the World in Eight Days
- Sha-Booom
- San Francisco
- Sounds of the City
- (You Sing and You’re American)
- Silhouettes
- I’m Alone Because I Love You
- Stairway
- Shenandoah
- Cherish
- At the Hop
- Jean
- (Awfully Splendid)
- Johnny B. Goode
- Please
- (Absolutely Fantastic)
- In My Room
- Stanfurd Jonah
- Runaround Sue
- Hail to California

Eight Times The Fun
- Introduction
- All Hail Blue and Gold
- Come and Go
- Danny Boy
- Johnny B. Goode
- Cal Song Trilogy
- Wimoweh (The Lion Sleeps Tonight)
- Glow Worm
- Blue Moon
- Stanfurd Jonah
- Aint Misbehavin’
- For the Longest Time
- O Joe
- Teenager in Love
- The Princess Papulli
- All I Have To Do Is Dream
- Runaround Sue
- Barbara Ann
- Hail to California
- Voice of America Telecast

Octa-Brew
- Sha-Boom
- Please, Please Me
- Teddy Bear
- Bye-Bye Blues
- Fun, Fun, Fun
- Fat Bottom Girls
- Stanfurd Jonah
- Hail to California
- The Star Spangled Banner
- Glow Worm
- Barbara Ann
- One of Those Songs
- Sweet, Sweet Roses of Morn
- Yellow Bird
- The Whiffenpoof Song
- Mood Indigo
- The Princess Papulli
- ThE cAL DrANkiN’ SoNG!

The University of California Men’s Octet
- Ain’t Misbehavin’
- O Joe!
- Stairway To The Stars
- I Left My Heart In San Francisco
- The Sound Of The City
- Marry A Woman Uglier Than You
- Sloop John B.
- Okie From Muskogee
- I Get Around
- Loch Lomond
- Warm
- How Deep Is Your Love?
- Dixie
- Cal Song Medley
- Stanford Jonah
- The Princess Papuli

## Ehrungen und Auszeichnungen
- 1998 International Championship of Collegiate A Cappella (ICCA) Champions, ICCA Results Records.
- 2000 International Championship of Collegiate A Cappella (ICCA) Champions, ICCA Results Records.

## Belege
1. ↑  Varsity Vocals ICCA Previous Results (Memento des Originals vom 10. September 2009 im Internet Archive)  Info: Der Archivlink wurde automatisch eingesetzt und noch nicht geprüft. Bitte prüfe Original- und Archivlink gemäß Anleitung und entferne dann diesen Hinweis.
2. ↑  Nicholas Galano, „Sound of Music Inspires, Fulfills“, The Daily Review. 10. Mai 2004
3. ↑  Connie Skipitares and Glennda Chui, „Joe Willits, Co-Founded a Pair of Vocal Octets: Valley Executive Maintained a Love of Song, UC-Berkeley“, San Jose Mercury News, 5. November 2003
4. ↑  Jackie Burrell, „Old Style, New Sounds“, Contra Costa Times, 4. März 2006
5. ↑  KFOG Morning Show Archives 2005 (Memento des Originals vom 28. September 2007 im Internet Archive)  Info: Der Archivlink wurde automatisch eingesetzt und noch nicht geprüft. Bitte prüfe Original- und Archivlink gemäß Anleitung und entferne dann diesen Hinweis., KFOG Morning Show Archives 2006 (Memento des Originals vom 28. September 2007 im Internet Archive)  Info: Der Archivlink wurde automatisch eingesetzt und noch nicht geprüft. Bitte prüfe Original- und Archivlink gemäß Anleitung und entferne dann diesen Hinweis.
6. ↑  NBC 10 News Recording
7. ↑  California Department of Health Services – Wash Your Hands jingle (Memento des Originals vom 4. Oktober 2009 im Internet Archive)  Info: Der Archivlink wurde automatisch eingesetzt und noch nicht geprüft. Bitte prüfe Original- und Archivlink gemäß Anleitung und entferne dann diesen Hinweis.